# Come On Over
Come On Over är ett musikalbum av Shania Twain, utgivet 1997. Albumet var Twains tredje.

## Låtlista
1. "Man! I Feel Like a Woman!" (Lange/Twain)
2. "I'm Holdin' On to Love (To Save My Life)" (Lange/Twain)
3. "Love Gets Me Every Time" (Lange/Twain)
4. "Don't Be Stupid (You Know I Love You)" (Lange/Twain)
5. "From This Moment On" (Lange/Twain)
6. "Come On Over" (Lange/Twain)
7. "When" (Lange/Twain)
8. "Whatever You Do! Don't!" (Lange/Twain)
9. "If You Wanna Touch Her, Ask!" (Lange/Twain)
10. "You're Still the One" (Lange/Twain)
11. "Honey, I'm Home" (Lange/Twain)
12. "That Don't Impress Me Much" (Lange/Twain)
13. "Black Eyes, Blue Tears" (Lange/Twain)
14. "I Won't Leave You Lonely" (Lange/Twain)
15. "Rock This Country!" (Lange/Twain)
16. "You've Got a Way" (Lange/Twain)